# Radio-televizija Vojvodine
Radio-televizija Vojvodine (srbsky Радио Телевизија Војводине, zkráceně РТВ; maďarsky Vajdasági rádió és televízió, slovensky Radio Televizia Vojvodiny, chorvatsky Radio Televizija Vojvodine, rumunsky Radioteleviziunea Voevodina, rusínsky Радіо Телебачення Воєводини) je veřejnoprávní vysílatel v srbské autonomní oblasti Vojvodina. Její základna se nachází v hlavním městě oblasti, Novém Sadu.

## Historie
Dříve byla společnost známá pod názvem Radio Televizija Novi Sad (srbsky Радио Телевизија Нови Сад, zkráceně РТНС). V roce 1992 se spolu s Radiotelevizija Beograd (srbsky Радио Телевизија Београд, zkráceně RTB, srbsky РТБ) a Radio-televizija Priština (zkráceně RTP, albánsky Radio Televizioni i Prishtinës, srbsky Радио-телевизија Приштина) se stala součástí Radiotelevizija Srbije (srbsky Радио-телевизија Србије, zkráceně RTS srbsky РТС).
V roce 1999 byly budovy RTV v lokalitě Mišeluk bombardovány a zničeny letectvem NATO. Po válce bylo sídlo přesunuto do nové budovy v centru města. V květnu 2006 byla Radiotelevizija Srbije oficiálně rozdělena do dvou vysílacích systémů: Radiotelevizija Srbije se sídlem v Bělehradě a Radio-televizija Vojvodine se sídlem v Novém Sadu.

## Vysílací jazyky
Radio-televizija Vojvodine vysílá programy v 10 jazycích: srbštině, maďarštině, chorvatštině, slovenštině, rusínštině, rumunštině, dialektu Bunjevac, ukrajinštině, romštině a makedonštině. Některé televizní pořady jsou také přeloženy do znakového jazyka. Od podzimu 2011 byli zpravodajské pořady vysílány i v němčině.

## Kanály

### Rozhlas
- Radio Novi Sad 1 (srbsky Радио Нови Сад 1) vysílá v srbštině.

- Radio Novi Sad 2 (srbsky Радио Нови Сад 2) vysílá v maďarštině.

- Radio Novi Sad 3 (srbsky Радио Нови Сад 3) vysílá v chorvatštině, slovenštině, rusínštině, rumunštině, dialektu Bunjevac, ukrajinštině, romštině a makedonštině.

### Televize

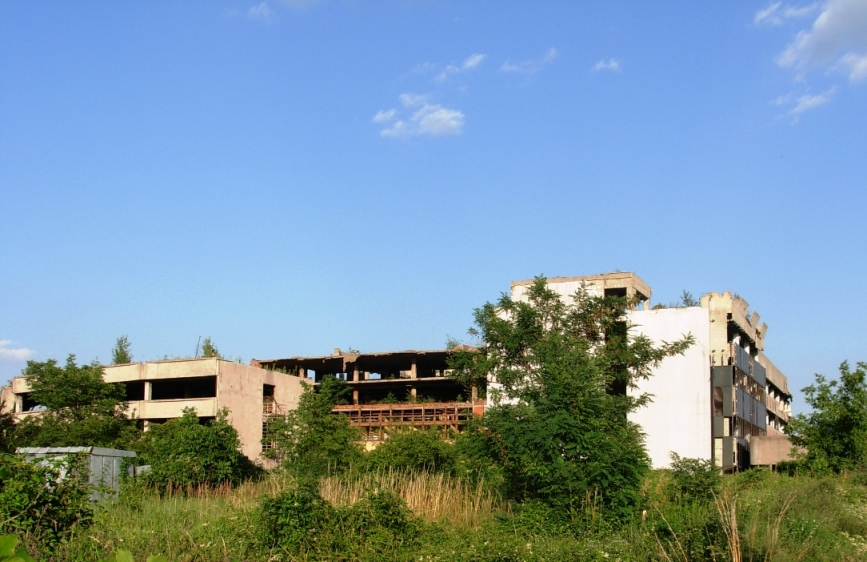
Budova v Mišeluku, zničena letectvem NATO v roce 1999

#### Současné televizní kanály
- Radio televizija Vojvodine 1 (srbsky Радио телевизија Војводине 1) vysílá v srbštině.

- Radio televizija Vojvodine 2 (srbsky Радио телевизија Војводине 2) vysílá v srbštině a v minoritních jazycích.

#### Kanály před rokem 2006
- TV Novi Sad 1 (srbsky TВ Нoви Сaд 1)

- TV Novi Sad 2 (srbsky TВ Нoви Сaд 2)

#### Kanály před rokem 1999
- ТV Novi Sad (srbsky ТВ Нови Сад)

- ТV Novi Sad plus (srbsky TВ Нови Сад плус)